# Dominic Miller

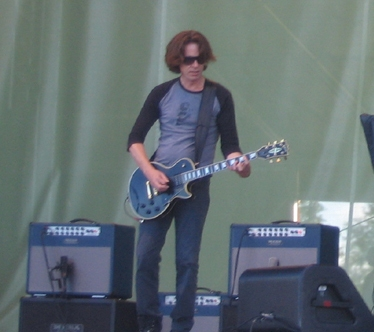
Dominic Miller in 2006

Dominic Miller (21 maart 1960, Buenos Aires) is een Engelse gitarist. Hij is vooral bekend als vaste gitarist van Sting.

## Biografie
Dominic Miller werd in Buenos Aires geboren. De eerste tien jaar van zijn leven woonde hij in Argentinië. Daarna verhuisde hij terug naar zijn vaderland Engeland en vestigde zich daarna met zijn gezin in de Provence, Frankrijk. Dominic komt uit een muzikale familie. Hij begon op 11-jarige leeftijd met gitaarspelen. Hij studeerde aan Berklee College of Music in Boston, maar ook aan Guildhall School of Music in Londen.
Sinds 1990 is  Dominic Miller de gitarist van Sting tijdens optredens en op zijn albums. Dominic heeft veel samen met Sting geschreven, waaronder "Shape of My Heart". Dit nummer werd gesampled in hits van Craig David en de Sugababes.
Miller treedt ook solo op; bijgestaan door o.a. Level 42-pianist Mike Lindup speelt hij instrumentale nummers.